# María Casares
María Victoria Casares Pérez, coneguda arreu com María Casares (La Corunya, Galícia, 21 de novembre de 1922 - Alloue, França, 22 de novembre de 1996), va ser una actriu espanyola de teatre i cinema que va triomfar a França, on s'havia exiliat.
Considerada francesa pels francesos, que escriuen el seu nom Maria Casarès, va integrar al costat d'Edwige Feuillère i Madeleine Renaud el grup de tràgiques franceses més notable de la seva generació. Era filla de Gloria Pérez i Santiago Casares Quiroga, que havia estat ministre i cap de Govern de la Segona República Espanyola sota la presidència de Manuel Azaña.

## Trajectòria
El 1939, poc abans del final de la Guerra Civil, va acompanyar el seu pare a l'exili a França. Va estudiar interpretació al Conservatori de París, on havia aconseguit entrar el 1941 malgrat les seves dificultats amb l'idioma. El primer paper professional que va obtenir va ser a La Celestina.
A l'octubre de 1943 va representar amb gran èxit l'obra de Georges Neveux El viatge de Teseu. L'any següent va conèixer Albert Camus, amb qui va mantenir una relació sentimental fins a la mort d'aquest, el 1960. Va protagonitzar diverses obres escrites per Camus, com El malentès, L'estat de setge i Els justos i va representar obres de Sartre, Jean Anouilh, Jean Cocteau, Genet i Claudel, convertint-se en musa de l'existencialisme francès.
El 1949, va entrar a la Comédie Française i cinc anys més tard al Teatre Nacional Popular (TNP), companyia pública amb una forta preocupació social. Va participar en la creació i potenciament del Festival d'Avinyó. Maria Casares va interpretar Lady Macbeth, Maria Tudor, Ana Petrova, etc. en obres de Shakespeare, Victor Hugo i Anton Txékhov, Ibsen o Eurípides, entre molts d'altres.
Al cinema es va iniciar en el clàssic de Marcel Carné, Les Enfants du paradis i poc després, el 1944, protagonitzà Les Dames du bois de Boulogne, de Robert Bresson. Jean Cocteau la va dirigir a Orpheo (1950) i es va fer molt popular, si bé a Espanya va ser silenciada. Va fer treballs memorables al costat de Gerard Philipe, Jean Vilar i Jean Louis Barrault.
El 1975 va adquirir la nacionalitat francesa. Va tornar a Espanya el 1976 per representar El adefesio, de Rafael Alberti, a Madrid i Barcelona.
El 1989 va obtenir el Premi Molière a la millor actriu de teatre i va ser nominada als César. Va rebre del govern francès el Premi Nacional de Teatre, i a Espanya, la Medalla al Mèrit de les Belles Arts. Va ser condecorada amb la Legió d'honor francesa. Va obtenir el Premi Segismundo de l'Asociación de Directores de Escena de España. També se li va concedir el títol de filla predilecta de La Corunya i la medalla Castelao.
El 1980 va publicar un llibre de memòries, Resident privilegiada, títol que al·ludeix a l'estatus que consta a la seva targeta de residència original emesa per França.
El 1996, María Casares va acceptar que els premis de teatre de Galícia portessin el seu nom, però la mort li va impedir assistir a la seva primera edició.
El 1978 s'havia casat amb l'actor, cantant i director de cabaret André Schlesser.

## Filmografia
- Els enfants du paradis (1944)[5]
- Els dames du Bois de Boulogne (1945)
- Roger-La-Honte (1945)
- La revanche de Roger-La-Honte (1946)
- L'Amour autour de la maison (1946)
- El presoner de Parma / La Chartreuse de Parme (1947)
- Bagarres (1948)
- La septième port (1948)
- L'Homme que revient de loin (1949)
- Orfeu / Orphée (1950)
- Ombre et lumière (1950)
- Le testament d'Orphée (1959)
- La novícia musulmana / Flavia, la monaca musulmana(1974)
- L'Adieu nu (1975)
- Blanche et Marie (1984)
- De sabre et de sang (1987)
- La lectora / Li lectrice (1988)
- Muntanya baixa (1989)

## Filmografia relacionada
Curtmetratge "Crea: Maria Casares" (2013) Amb Noelia Toledano com a actriu principal.

## Teatre
- 1942: Deirdre des douleurs de John Millington Synge, dirigit per Marcel Herrand, Théâtre des Mathurins.
- 1943: Solness le constructeur de Henrik Ibsen, dirigit per Marcel Herrand, Théâtre des Mathurins.
- 1943: Le Voyage de Thésée de Georges Neveux, dirigit per Jean Marchat, Théâtre des Mathurins.
- 1944: Le Malentendu d'Albert Camus, dirigit per Marcel Herrand, Théâtre des Mathurins.
- 1944: Les Noces du rétameur de John Millington Synge, Théâtre des Mathurins.
- 1944: Federigo de René Laporte, Théâtre des Mathurins.
- 1945: Les Frères Karamazov de Fedor Dostoïevski, dirigit per André Barsacq, Théâtre de l'Atelier.
- 1946: Divines paroles de Ramón del Valle-Inclán, dirigit per Jean Marchat, Théâtre des Mathurins.
- 1946: Roméo et Jeannette de Jean Anouilh, dirigit per André Barsacq, Théâtre de l'Atelier.
- 1947: Les Épiphanies de Henri Pichette, dirigit por Georges Vitaly, Théâtre des Noctambules.
- 1948: L'État de siège d'Albert Camus, dirigit per Jean-Louis Barrault, Théâtre Marigny.
- 1948: La Maison de Bernarda Alba de Federico García Lorca, dirigit per Roger Leenhardt.
- 1949: Le Roi pêcheur de Julien Gracq, dirigit per Marcel Herrand, Théâtre Montparnasse.
- 1949: Les Justes d'Albert Camus, dirigit per Paul Œttly, Théâtre Hébertot: Dora Doulebov.
- 1951: La Seconde de Colette, dirigit per Jean Wall, Théâtre de la Madeleine.
- 1951: Le Diable et le Bon Dieu de Jean-Paul Sartre, dirigit per Louis Jouvet, Théâtre Antoine: Hilda.
- 1952: Six personnages en quête d'auteur de Luigi Pirandello, dirigit per Julien Bertheau, Comédie-Française.
- 1952: Dom Juan de Molière, dirigit per Jean Meyer, Comédie-Française: Elvire.
- 1952: Le Roi Jean de William Shakespeare, Festival d'Angers.
- 1952: Jeanne d'Arc de Charles Péguy, dirigit per Charles Gantillon, Festival de Lyon-Charbonnières.
- 1953: Le Carrosse du Saint Sacrement de Prosper Mérimée, dirigit per Jacques Copeau, Comédie-Française.
- 1953: La Dévotion de la croix de Pedro Calderón de la Barca, adaptació Albert Camus, dirigit per Marcel Herrand, Festival d'Angers.
- 1953: Les Esprits de Pierre de Larivey, dirigit per Albert Camus, Festival d'Angers.
- 1953: Mithridate de Racine, dirigit per Jean Marchat, Festival d'Angers.
- 1954: L'Ennemi de Julien Green, dirigit per Fernand Ledoux, Théâtre des Bouffes-Parisiens.
- 1954: Jedermann de Hugo von Hofmannsthal, dirigit per Charles Gantillon, Festival de Lyon.
- 1954: Macbeth de William Shakespeare, dirigit per Jean Vilar, Festival de Aviñón: Lady Macbeth.
- 1954: Le Père humilié de Paul Claudel, dirigit per Pierre Franck, Festival de Lyon.
- 1955: La Ville de Paul Claudel, dirigit per Jean Vilar, Festival de Aviñón, Lâla.
- 1955: Marie Tudor de Victor Hugo, dirigit per Jean Vilar, Festival de Aviñón: Marie.
- 1956: Macbeth de William Shakespeare, dirigit per Jean Vilar, Festival de Aviñón: Lady Macbeth.
- 1956: Le Triomphe de l'amour de Marivaux, dirigit per Jean Vilar.
- 1956: Platonov de Antón Chéjov, dirigit per Jean Vilar.
- 1958: Le Triomphe de l'amour de Marivaux, dirigit per Jean Vilar, Festival de Aviñón: Léonide.
- 1958: Marie Tudor de Victor Hugo, dirigit per Jean Vilar, Festival de Aviñón: Marie.
- 1958: Le Cid de Corneille, dirigit per Jean Vilar.
- 1958: Le Carrosse du Saint Sacrement de Prosper Mérimée, dirigit per Jean Vilar.
- 1958: Phèdre de Racine, dirigit per Jean Vilar.
- 1959: Le Songe d'une nuit d'été de William Shakespeare, dirigit per Jean Vilar, Festival de Aviñón.
- 1960: L'Œuvre de Lorca (anthologie de ses poèmes, Festival de Montauban.
- 1960: Hamlet de William Shakespeare, dirigit per Claude Barma, Grand Théâtre de la Cité Carcassonne.
- 1960: Cher Menteur de Jerome Kilty, Théâtre de l'Athénée.
- 1961: À la recherche de Dom Juan de Maurice Béjart, Opéra National de Bruselas.
- 1963: Yerma de Federico García Lorca, dirigit per Margarita Xirgu, Teatro San Martín Buenos Aires.
- 1963: La Reine verte de Maurice Béjart, música Pierre Henri, Théâtre Hébertot.
- 1964: Divines Paroles de Ramón del Valle-Inclán, dirigit per Jorge Lavelli, Teatro Coliseo Buenos Aires.
- 1965: Les Enchaînés d'Eugene O'Neill, dirigit per Jorge Lavelli, Théâtre Récamier.
- 1965: Le Repos du septième jour de Paul Claudel, dirigit per Pierre Franck, Théâtre de l'Œuvre.
- 1966: Les Paravents de Jean Genet, dirigit per Roger Blin, Théâtre de l'Odéon.
- 1967: Le Triomphe de l'amour de Marivaux, dirigit per Jean Vilar, Festival du Marais.
- 1967: Henry VI de William Shakespeare, dirigit per Jean-Louis Barrault, Théâtre de la Porte Saint-Martin: Marguerite d'Anjou.
- 1967: Médée de Séneca, dirigido por Jorge Lavelli, Festival de Aviñón: Médée.
- 1968: La Nuit obscure de San Juan de la Cruz, coreografia Maurice Béjart, Théâtre de la Monnaie Bruselas, Festival de Aviñón.
- 1968: La Nuit obscure de San Juan de la Cruz, coreografia Maurice Béjart, Festival de Aviñón.
- 1969: À la recherche de... de Maurice Béjart, Théâtre de la Monnaie Bruselas.
- 1969: Mère Courage de Bertolt Brecht, dirigit per Jean Tasso, Bobino.
- 1969: La Danse de mort d'August Strindberg, dirigit per Claude Régy, TNP Théâtre de Chaillot.
- 1970: Early morning d'Edward Bond, dirigit per Georges Wilson, Festival de Aviñón.
- 1970: Le Borgne est roi de Carlos Fuentes, dirigit per Jorge Lavelli, Festival de Aviñón: Donata.
- 1971: Le Borgne est roi de Carlos Fuentes, dirigit per Jorge Lavelli, Espace Cardin: Donata.
- 1971: Les Cuisines du château de Claude Cyriaque, Théâtre de Malakoff.
- 1972: Les Frères Karamazov de Fedor Dostoïevski, dirigit per Georges Vitaly, Théâtre Graslin.
- 1972: La Célestine de Fernando de Rojas, dirigit per Jean Gillibert, Festival de Châteauvallon.
- 1973: Penthésilée d'Heinrich von Kleist, dirigit per Jean Gillibert, Festival de Châteauvallon.
- 1973: Bajazet de Racine, dirigit per Jean Gillibert, Petit Odéon.
- 1975: Amers de Saint-John Perse, dirigit per Guy Shelley.
- 1975: Via 2 de Jean-Henri Meunier.
- 1976: Les Revenants d'Henrik Ibsen, dirigit per Pierre Maxence, Maison de la Culture de Grenoble.
- 1976: Le Repoussoir de José Luis Alonso, Madrid.
- 1977: La Mante polaire de Serge Rezvani, dirigit per Jorge Lavelli, Théâtre de la Ville.
- 1978: Faust de Christopher Marlowe, dirigit per Jean-Marie Patte, Festival d'Automne de Paris.
- 1978: La Première de Ohm Cromwell, dirigit per Valerio Popesco Bruselas.
- 1978: Agamemnon d'Eschyle, dirigit per Jean Gillibert, Festival de Châteauvallon.
- 1980: Œdipus Rex d'Ígor Stravinski, livret Jean Cocteau, dirigit per Jorge Lavelli, Opéra de Paris.
- 1980: Britannicus de Racine, dirigit per Jean Meyer, Théâtre des Célestins.
- 1980: Le Conte d'hiver de Shakespeare, dirigit per Jorge Lavelli, Festival de Aviñón, Théâtre de la Ville, temps.
- 1981: Peer Gynt d'Henrik Ibsen, dirigit per Patrice Chéreau, Théâtre de la Cité Villeurbanne, Théâtre de la Ville.
- 1982: Les Possédés de Fedor Dostoïevski, dirigit per Denis Llorca, Festival de Aviñón.
- 1983: Les Paravents de Jean Genet, dirigit per Patrice Chéreau, Théâtre des Amandiers: la mère.
- 1984: Le Sacre de la naissance de Saint-John Perse d'après Sophocle, dirigido por Denis Llorca, Nouve de Besançon.
- 1985: La Nuit de Madame Lucienne de Copi, dirigit per Jorge Lavelli, Festival de Aviñón, Théâtre de la Commune: Vicky Fantomas.
- 1986: Elle est là de Nathalie Sarraute, dirigit per Michel Dumoulin, Festival de Aviñón, Théâtre de la Villette.
- 1986: L'Usage de la parole de Nathalie Sarraute, dirigit per Michel Dumoulin, Festival de Aviñón, (lectura).
- 1986: Tropismes de Nathalie Sarraute, dirigit per Michel Dumoulin, Festival de Aviñón.
- 1986: Quai Ouest de Bernard-Marie Koltès, dirigit per Patrice Chéreau, Théâtre Nanterre-Amandiers: Cécile.
- 1987: Ce soir on improvise de Luigi Pirandello, dirigit per Lucian Pintilie, Théâtre de la Ville.
- 1988: Les Chevaliers de la Table Ronde de Denis Llorca, Nouve de Besançon.
- 1988: Hécube d'Eurípides, dirigit per Bernard Sobel, Théâtre de Gennevilliers.
- 1989: La vie que je t'ai donnée de Luigi Pirandello, dirigit prr Michel Dumoulin, Théâtre Hébertot: Donn'Anna Luna.
- 1989: Le Dépôt des locomotives de Michel Diaz, dirigit per Georges Vitaly, Théâtre Mouffetard.
- 1990: "Elle" de Jean Genet, dirigit per Bruno Bayen, Théâtre de Gennevilliers.
- 1990: Tartufo de Molière, dirigit per Bernard Sobel, Théâtre de Gennevilliers: Madame Pernelle.
- 1991: Les Comédies barbares de Ramón María del Valle-Inclán, dirigit per Jorge Lavelli, Festival de Aviñón Théâtre national de la Colline: Dona Maria.
- 1991: Vie de la révolutionnaire Pélagie Vlassova de Tver de Bertolt Brecht, dirigit per Bernard Sobel, Théâtre de Gennevilliers.
- 1992: Oreste de Vittorio Alfieri, dirigit per Jean Gillibert, Maison des arts et de la culture de Créteil.
- 1993: Ostinato de Louis-René des Forêts, dirigit per Michel Dumoulin, Festival de Aviñón: voix off.
- 1993: Threepenny Lear de William Shakespeare, dirigit per Bernard Sobel, Théâtre de Gennevilliers: Le Roi Lear.
- 1993: Mein Kampf de George Tabori, dirigit per Jorge Lavelli, Théâtre national de la Colline.
- 1994: Les Géants de la montagne de Luigi Pirandello, dirigit per Bernard Sobel, Théâtre de Gennevilliers: Isle.
- 1995: Dostoievsky va a la plage de Marc Antonio de la Parra, dirigit per Frank Hoffmann, Théâtre national de la Colline: Teresa.
- 1996: Les Œuvres complètes de Billy the Kid de Michael Ondaatje, dirigit per Frank Hoffmann, Théâtre national de la Colline:  Celsa Gutiérrez.

## Premis
- 1961: Prix du Brigadier pour Cher Menteur de Jerome Kilty, Théâtre de l'Athénée.
- 1988: Prix du Syndicat de la critique
- 1988: nominació Molière de la comédienne
- 1989: Molière de la comédienne
- 1989: nominació César de la meilleure actrice dans un second rôle
- 1990: Grand Prix national du théâtre

## Biografia
- Maria Casarès - Résidente privilégiée, Fayard, 1980.
- Manuel Rivas - El periodismo es un cuento / "La mujer rebelde", Alfaguara, 1997.
- Javier Figuero et Marie-Hélène Carbonel - Maria Casarès : L'étrangère, Fayard, 2005.
- Javier Figuero - La extranjera, CreateSpace Independent Publishing Platform, 2017.
- Florence M.-Forsythe - Tu me vertiges - L'amour interdit de Maria Casarès et Albert Camus, Le Passeur Éditeur, 2017.
- Albert Camus, Maria Casarès. Correspondance inédite (1944-1959). Avant-propos de Cathehrine Camus, Gallimard, 2017.